# 南强街道
南强街道是中华人民共和国四川省遂宁市船山区下辖的一个街道办事处。

## 行政区划
南强街道下辖以下村级行政区划单位：
马宗岭社区、金鱼社区、大石桥社区和桐子垭社区。